# Lago Francis Case
Il Lago Francis Case è un ampio bacino creato dalla diga di Fort Randall sul Missouri nel centro-sud del Dakota del Sud, negli Stati Uniti. Il lago ha una superficie di 410 km2 e una profondità massima di 43 m. La sua lunghezza è di circa 172 km e ha uno sviluppo costiero di 870 km. Il lago è l'undicesimo per superficie negli Stati Uniti e si trova nelle contee di: 
- Charles Mix
- Gregory
- Lyman
- Brule
- Buffalo (Dakota del Sud)

Il lago si estende da Pickstown, verso monte, fino alla diga di Big Bend.
Il lago prende il nome dall'ex senatore Francis Higbee Case, del Dakota del Sud.

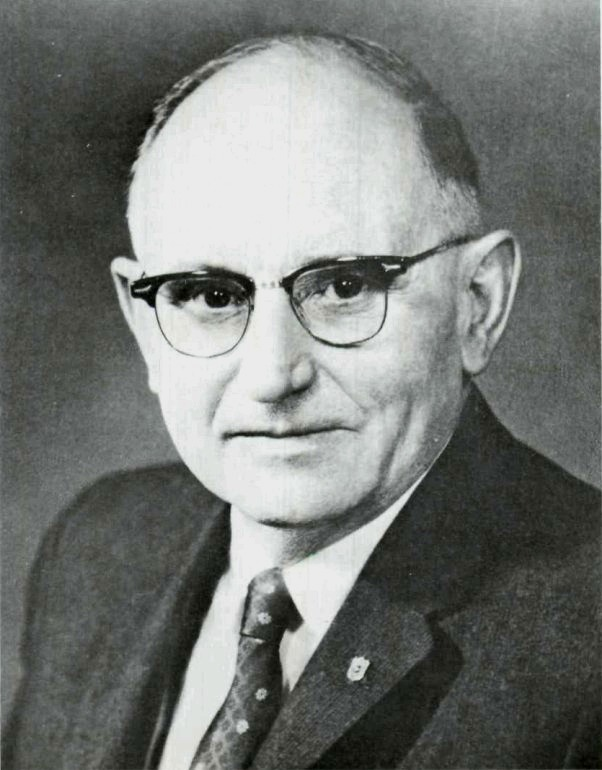
Senatore (1951-1962) Francis H. Case del Dakota del Sud.

## Storia
La diga di Fort Randall e il conseguente invaso furono autorizzati dalla legge sul controllo dei fiumi del 1944 e realizzati presso una storica base militare del 1856: Fort Randall. La costruzione da parte del Corpo degli Ingegneri dell'Esercito nel 1946 e nel 1954, fu operativamente inaugurato dall'allora Presidente Dwight D. Eisenhower. Il risultante invaso, Lago Francis Case, allagò White Swan, un insediamento di Nativi Americani che si trovava lungo il fiume. La popolazione della comunità dovette trasferirsi altrove, con molti insediamenti a Lake Andes, Sud Dakota. Lake Andes, ciò non di meno, sperimentò l'alluvione.

## Pesci e selvaggina
Tra le specie di pesci nel bacino si trovano Sander vitreus, lucci, Sander canadensis, Centrarchidae, perche gialle americane, carpe, pesci gatto, pesci gatto americani e Micropterus dolomieu.
Tra i grossi animali da caccia che si trovano attorno al lago vi sono cervi dalla coda bianca e cervi mulo, coyote e tacchini selvatici. cigni selvatici e sull'altopiano galliformi  quali anatre, oche, fagiani, galline della prateria e urogalli. Il Karl E. Mundt National Wildlife Refuge si trova proprio a valle del lago, come un santuario di aquile dalla testa bianca. Queste aquile vengono comunemente intraviste attorno alla diga durante i mesi invernali.

## Divertimento
Il Dipartimento dei giochi, pesci e parchi del Dakota del Sud (GFP) mantiene molte Aree utilizzabili sulle rive del lago per accedervi. Inoltre il GFP gestisce sette aree ludiche dello Stato sul lago Francis Case: 
- North Point Recreation Area,[7] vicino a Pickstown
- Randall Creek Recreation Area,[8] vicino a Pickstown
- Pease Creek Recreation Area,[9] vicino a Geddes
- North Wheeler Recreation Area,[10] vicino a Geddes
- Platte Creek Recreation Area,[11] vicino a Platte
- Snake Creek Recreation Area,[12] vicino a Platte sull'Autostrada 44 del Dakota del Sud
- Buryanek Recreation Area,[13] vicino a Burke
- American Creek Campground,[14] vicino a Chamberlain (Parco della città di Chamberlain)

## Attraversamento del lago
Molte autostrade importanti attraversano il Lago Francis Case. L'autostrada 44 del Sud Dakota attraversa il lago tra la contea rurale di Charles Mix e la Contea di Gregory sul ponte più lungo del Dakota del Sud, e la Interstate 90 attraversa il bacino tra Chamberlain e Oacoma.